# Крос контри
Крос контри је југословенски филм из 1969. године. Режирао га је Младомир Пуриша Ђорђевић, који је написао и сценарио за филм.

## Радња
Протагонисткиња, чији лик тумачи Милена Дравић, кћерка сеоског свештеника која, гледајући телевизију одлучи постати такмичарка у крос трчању. Радња приказује како започиње трчање током кога ће доживети љубавне пустоловине, али и изазвати крвопролиће.

## Улоге
| Глумац             | Улога          |
| ------------------ | -------------- |
| Милена Дравић      | Јована         |
| Мирчета Вујичић    |                |
| Љуба Тадић         | Поп            |
| Љубинка Бобић      | Баба           |
| Ружица Сокић       | Сестра         |
| Коле Ангеловски    |                |
| Неда Арнерић       |                |
| Драгомир Чумић     | Јованин тренер |
| Ана Красојевић     |                |
| Предраг Милинковић |                |
| Богољуб Петровић   | Тракториста    |
| Ратко Милетић      | Милиционер     |